# بخش تربس
بخش تربس (به فرانسوی: Arrondissement de Tarbes) یک بخش در فرانسه است که در اوت-پیرنه واقع شده‌است.